# Louis Vernet
Louis Vernet (n. 5 mai 1870, Doranges, Auvergne, Franța – d. 19 martie 1946, Choisy-au-Bac, Picardie⁠(d), Franța) a fost un arcaș ce a reprezentat Franța, medaliat olimpic. A participat la o ediție a Jocurilor Olimpice (1908) în care a câștigat o medalie de argint.

## Participări
Lista de mai jos prezintă principalele competiții la care a participat Louis Vernet de-a lungul carierei.
- archery at the 1908 Summer Olympics – men's Continental style[*]